# Xã Washington, Quận Aurora, Nam Dakota
Xã Washington (tiếng Anh: Washington Township) là một xã thuộc quận Aurora, tiểu bang Nam Dakota, Hoa Kỳ. Năm 2010, dân số của xã này là 46 người.